# Cultura del Grup-A
La Cultura del Grup-A va aparéixer a Núbia entre el 3800 i el 2900 abans de la nostra era entre Assuan i la Segona Cascada del Nil, i es considera la cultura més important de la Baixa Núbia durant el mil·lenni IV ae. Fou successora de les cultures Abkana i Cartum Variant, i va evolucionar al mateix temps que la Cultura de Naqada que la va influenciar: alguns artefactes de l'Alt Egipte s'importaren o imitaren; i els cementeris del Grup-A contenien ric aixovar, com ara bols i plats amb superfície ondulada i incisions, vasos de parets fines amb patrons geomètrics pintats en roig, bols i gerros egipcis per a vi, joies (polseres de vori i amulets), còdols del Nil, conquilles de mol·luscos de la mar Roja, espills de mica, eines (pedra, coure i os), encensers, ous d'estruç incisos, paletes de quarsita, morters, moles i estatuetes de ceràmica i lapislàtzuli de dones, segells i impressions de segells. Alguns encensers de gres a Qustal contenien escenes en baix relleu que semblaven il·lustrar faraons egipcis (amb la corona de l'Alt Egipte i al costat d'Horus). Ara, però, se suposa que són dirigents nubis que, possiblement, van influenciar els faraons d'Egipte.
Els túmuls eren ovals, circulars o rectangulars, amb un o dos nínxols laterals, i els tapaven amb grans lloses de pedra; n'hi ha exemples de túmuls peculiars amb forma de rusc amb dues cambres, una sobreposada l'altra; l'interior dels túmuls, el revestien amb fang o estores. Contenen inhumacions múltiples, i inhumacions animals (gossos, ovins, caprins, bovins, gaseles...); els cossos eren dipositats de forma plegada cap a l'esquerra, amb el cap girat cap al sud, i els embolcallaven amb pells d'animals, lli o cintes.
La població total es va calcular en prop de 20.000 persones que vivien de la caça, pesca, recol·lecta, agricultura (blat, ordi, lleguminoses), ramaderia (gossos, ovins o caprins, bovins), importació (formatge, grans, oli, cervesa, faiança, vasos d'alabastre, cornalina) i exportació (vori, fusta, banús, encens, pedres precioses, or, animals exòtics i possiblement ramat) de productes. Moltes peces de ceràmica produïda localment imitaven cistelles i cabanes, i sovint les recobrien amb ocre o tinta, incisos o forats; o les polien; hi ha exemples de vasos amb l'interior negre, així com peces completament ennegrides.